# Sir Alexander Mackenzie Provincial Park
Der Sir Alexander Mackenzie Provincial Park ist ein 5 ha großer Provinzpark im kanadischen British Columbia. Der Park wurde im Jahr 1926 gegründet und liegt am Ufer des Dean Channel im Central Coast Regional District. Die Region, in welcher der Park liegt, wird zum Great Bear Rainforest gerechnet. Die nächstgelegene größere Ansiedlung ist die etwa 65 km nordöstlich gelegene Stadt Bella Coola.
Der Ort wurde am 4. Juni 1924 von der kanadischen Regierung zur National Historic Site of Canada erklärt, da hier der westlichste Punkt liegt welchen Alexander MacKenzie bei seiner zweiten Reise im Jahr 1793 erreichte und der damit als erster Europäer den Nordamerikanischen Kontinent auf dem Landweg durchquerte.

## Anlage
Das Schutzgebiet umfasst nur einen kleinen Bereich um den Stein. Umgeben ist der Park vom Cascade-Sutslem Conservancy, einem anderen Schutzgebiet. Der Park ist nur auf dem Luft- oder Wasserweg zu erreichen.
Bei dem Park handelt es sich um ein Schutzgebiet der Kategorie III (Naturdenkmal).

## Geschichte
Wie bei fast allen Provinzparks in British Columbia gilt auch für diesen, dass er lange bevor die Gegend von europäischen Einwanderern besiedelt oder sie Teil eines Parks wurde, Jagd- und Fischereigebiet verschiedener Stämme der First Nations, hier der Heiltsuk war.
Der Park wurde am 10. Februar 1926 gegründet und gehört damit zu den ältesten der Provincial Parks in British Columbia.

## Aktivitäten
Eine touristische Infrastruktur findet sich im Park nicht.